# ワックス脱毛
ワックス脱毛（ワックスだつもう）は、脱毛法の一種である。
脱毛用に開発されたワックスを皮膚に塗り、毛とワックスとが接着する性質を利用し、これを引きはがすことによって、毛を毛根から取り除く方法である。
家庭用での自己処理のために、室温で使えるジェル状のものや、シートに塗布された状態で市販されているものもある。
エステティックサロンで用いられる業務用のワックスは、室温では固形であり、金属の缶に入ったままヒーターで加熱されて融解させて使用する。この際、木製の使い捨てスパチュラを使ってワックスを脱毛する部位に塗る。ワックスは、綿や不織布でできた当て布を用いて引きはがすソフト・ワックスと呼ばれるものと、ワックス自体が固体化する性質のハード・ワックスと呼ばれるものがある。

## 適用部位
頭髪および男性の髭には適さない。それ以外はほとんど全身の毛に適用できる方法である。
自己処理できる部位は、脚、腕、脇、ビキニラインなど、自分の手や視線が十分に届く範囲に限られる。
鼻毛はワックス脱毛に適さないと考えられている場合が多く、日本のエステティックサロンでは施術をしていない場合が多い。しかし、ハードタイプのワックスをスパチュラに塗り、鼻の中に挿入して、固まったところで引き抜く方法がワックス脱毛の教習用ビデオ で紹介されており、一部のエステティックサロンでは実施されている。
ビキニラインよりも内側の陰毛をワックスで脱毛することをブラジリアンワックス脱毛と呼ぶ。

## エステティックサロンでの施術

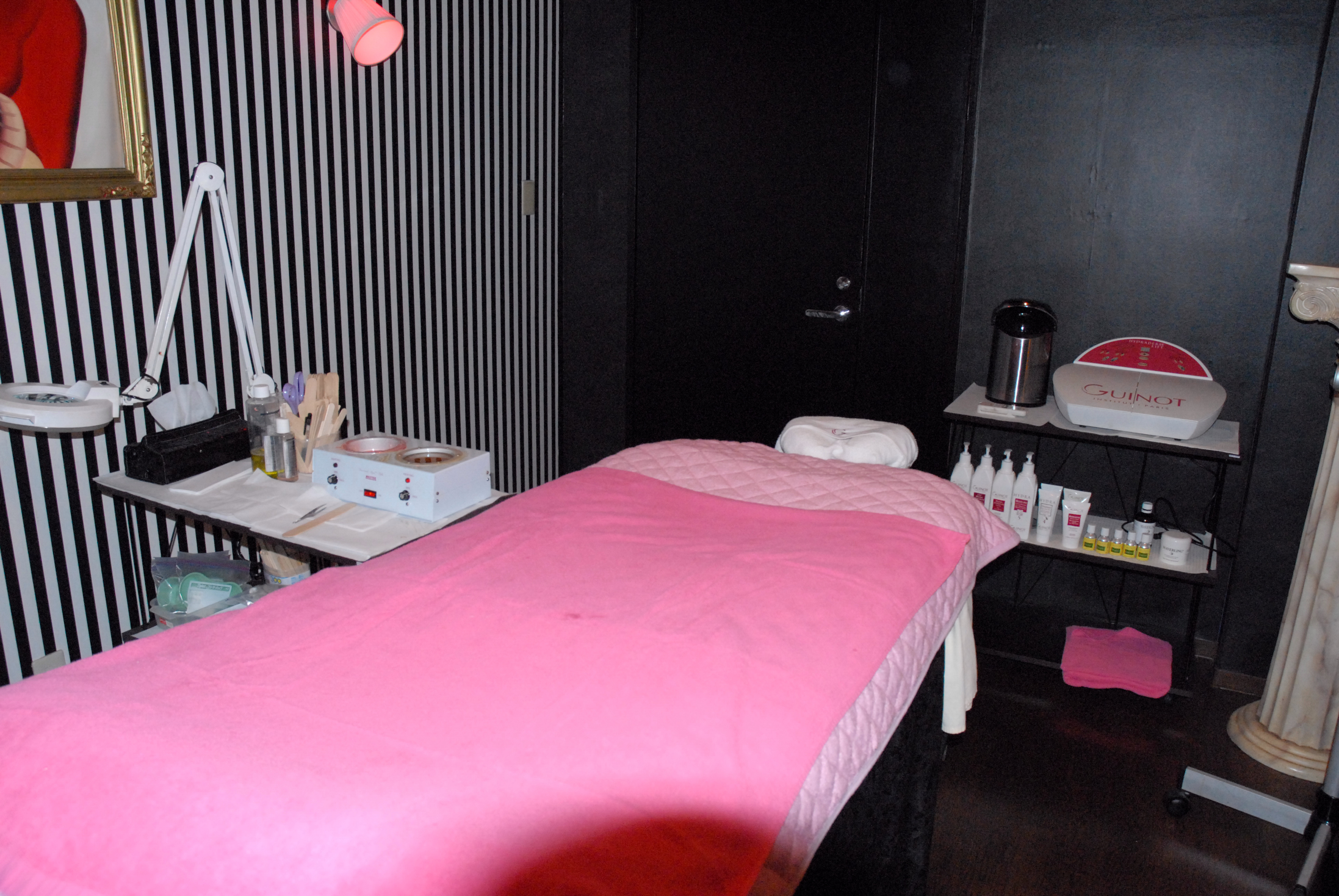
ワックス脱毛の設備を備えたエステティックサロンの個室内部

基本的に個室、またはカーテンで仕切られた空間の中で、エステティシャンはクライエントに1対1で対応する。
着衣にワックスが付着しないよう、丈の短いバスローブのような衣服に着替える場合もあり、ビキニラインの脱毛では使い捨てのパンティーが用意されることもある。
まず、脱毛する部位を清浄にすることから始まり、温めたワックスの塗布、引きはがし、残った毛のピンセットによる処理といった手順で脱毛が進む。
脱毛を終えると、肌に残ったワックスを除去する。ミツロウはオイルで拭い去る。

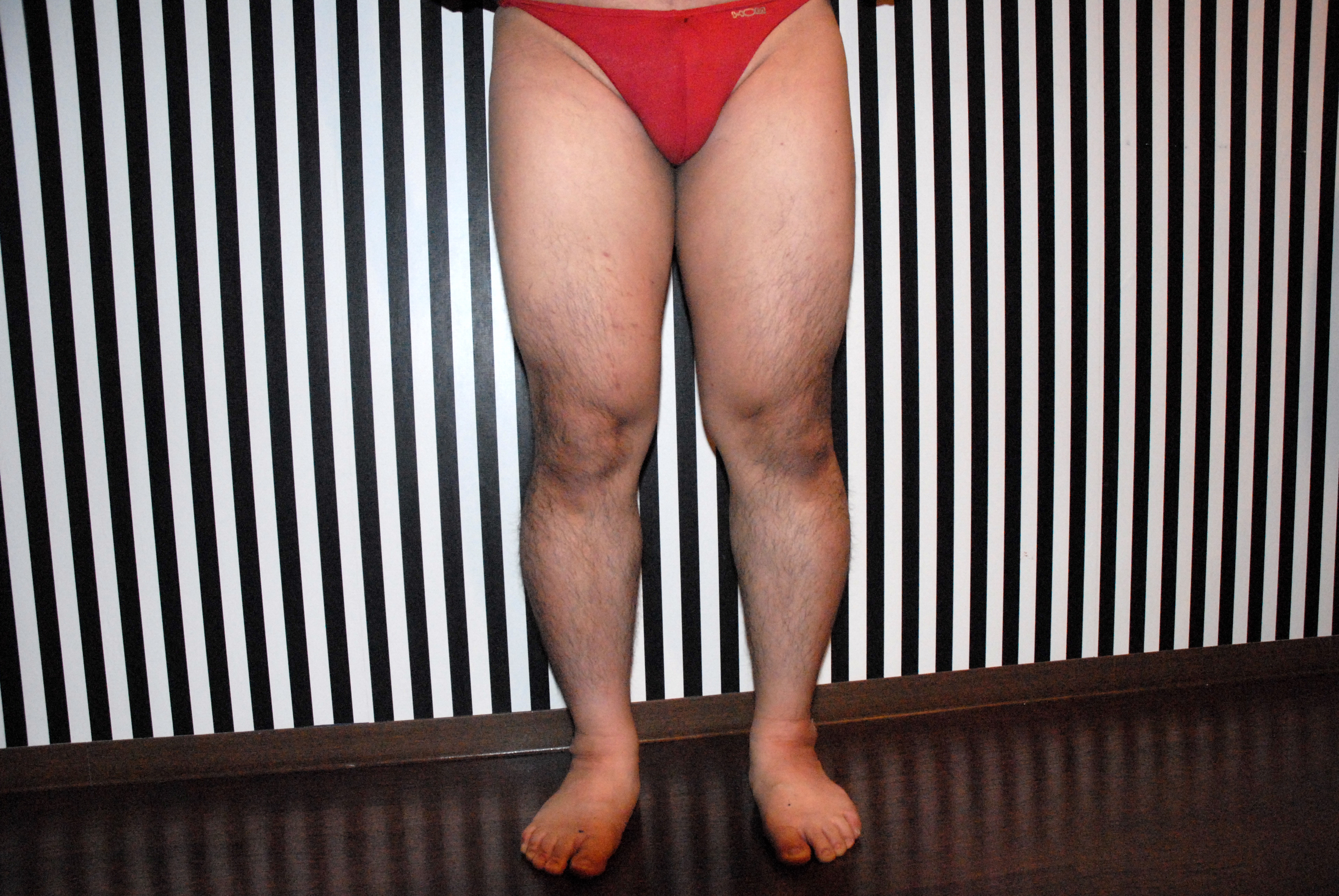
脚の脱毛前
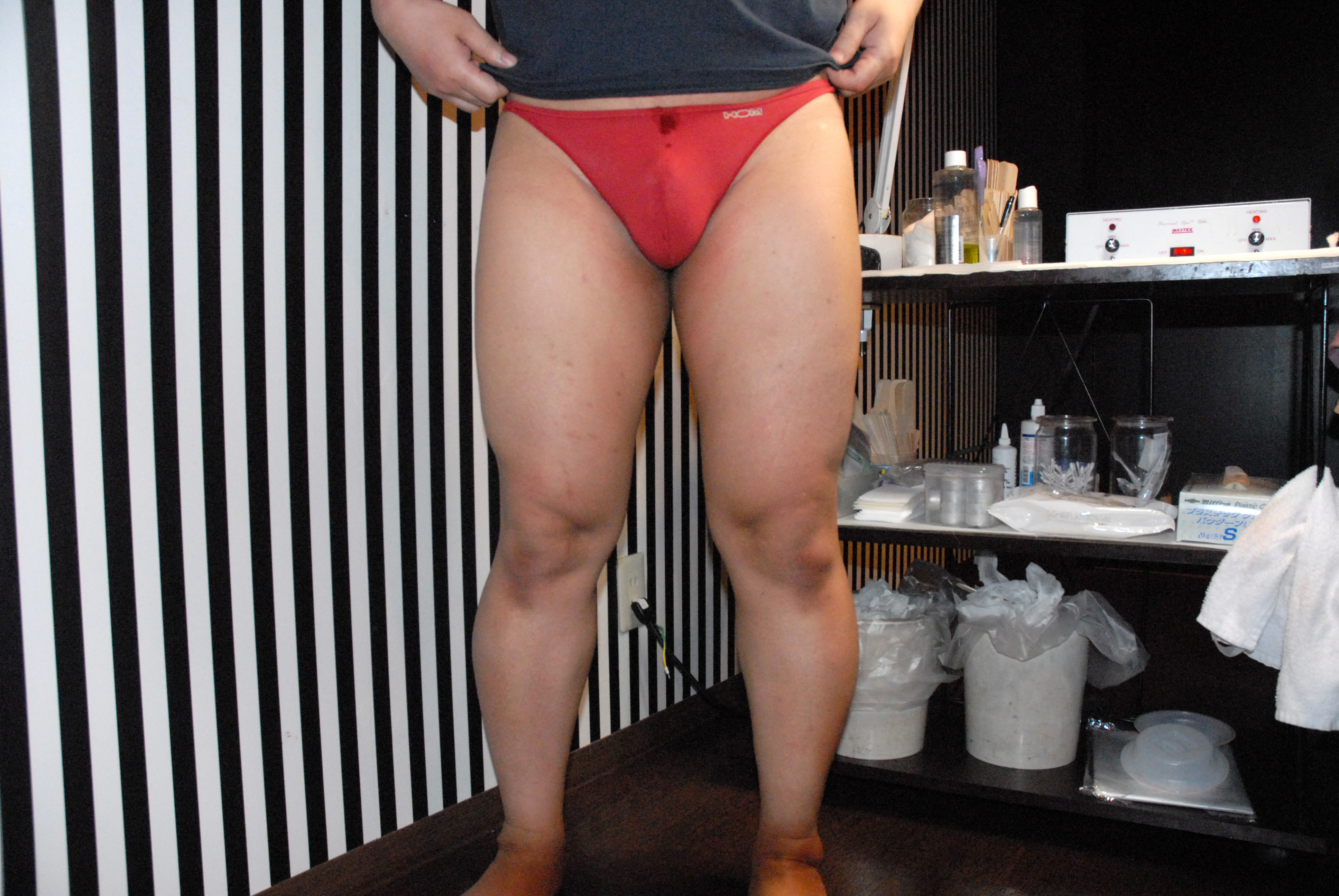
脚の脱毛直後

皮膚に赤みが残ることもあるが、時間とともに回復するのが普通である。

## 毛周期
毛は周期的に生えかわっている。個人差や部位による違いはあるが、一定の期間が経過すると毛が再び生えてくる。
毛は、成長期、退行期、休止期を繰り返す性質があり、その周期を毛周期と呼ぶが、休止期にあった毛が成長期に入ることにより生えてくるもので、毛があまり生えていない状態を維持するためには、ある程度伸びてきたときに再び脱毛をすることになる。
針脱毛やレーザー脱毛と異なり、ワックス脱毛では毛根を完全に破壊するものではないため、脱毛を続ける必要はあるが、継続しているうちに表に出ている毛が薄くなるという傾向はあると言われており、一例として女優ケイト・ウィンスレットが愛を読むひとの撮影において、長期間にわたって陰毛を脱毛していたため陰毛が薄く、映画の時代設定などと合わないことから付け毛を使っていたことが知られている。

## 関連事項
- 日本ブラジリアンワックス協会